# Ванговець великий
Ванговець великий (Tephrodornis gularis або Tephrodornis virgatus) — вид горобцеподібних птахів родини вангових (Vangidae).

## Поширення
Вид поширений в Південній та Південно-Східній Азії від Гімалаїв до Калімантану та півдня Китаю. Його природними середовищами існування є помірний ліс, субтропічний або тропічний вологий низинний ліс, субтропічний або тропічний мангровий ліс та субтропічний або тропічний вологий гірський ліс.

## Опис
Дрібний птах, завдовжки 17–23 см. Голова, крила і хвіст сірого кольору. Спина сіра або коричнева, залежно від підвиду. Має чорну лицьову маску. Горло, груди і живіт білого кольору, але самиця може мати груди коричневого. Дзьоб великий і зачеплений, темно-коричневого кольору.

## Спосіб життя
Трапляється парами або невеликими групами, може утворювати змішані зграї з іншими птахами. Пересувається в кронах дерев у пошуках поживи. Харчується комахами.